# 电动载具

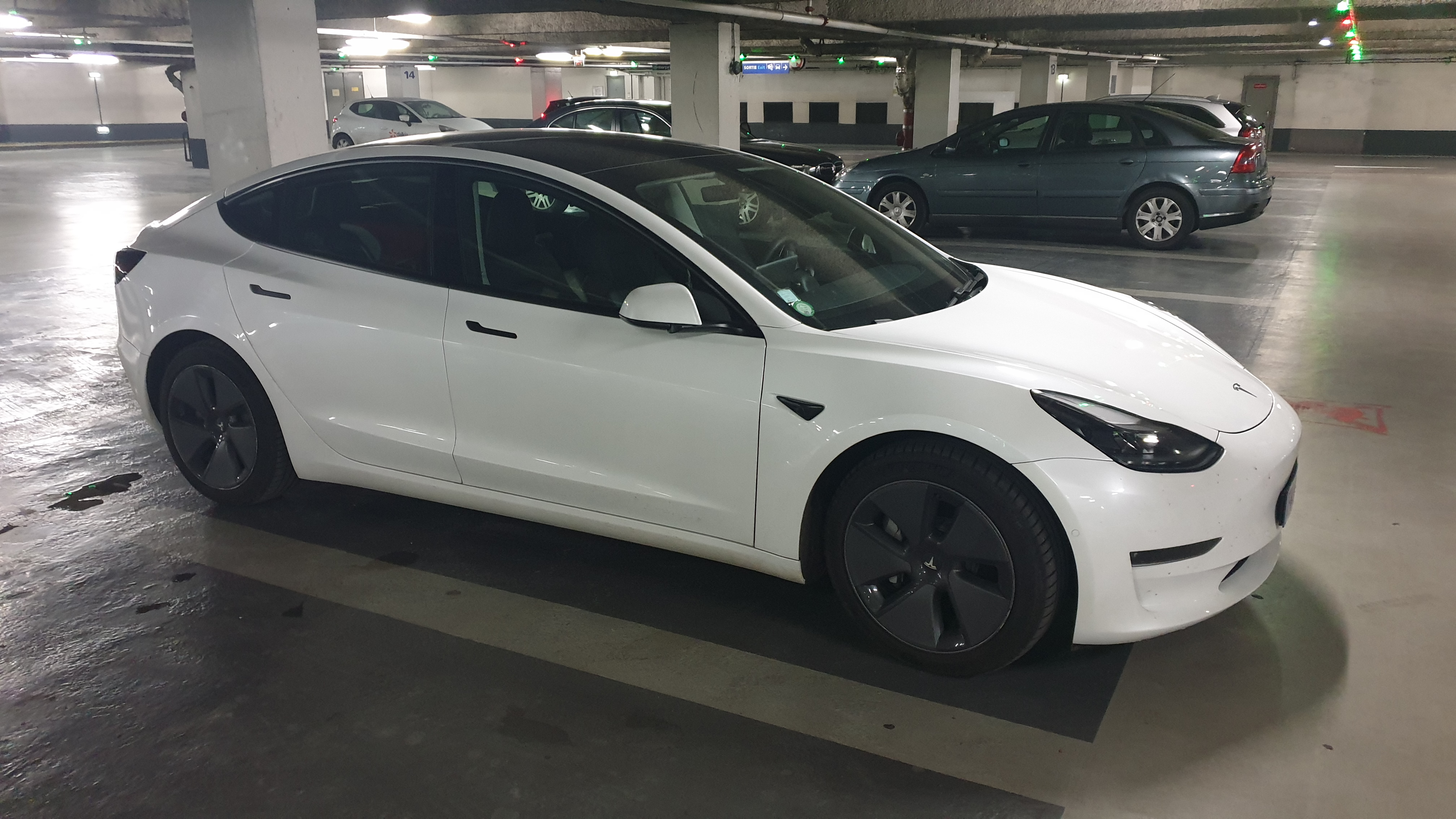
特斯拉Model 3，最早问世的大众化纯电动车

電動載具（英語：electric vehicle）也稱為EV，是用一個或是多個電動機或是牽引電動機為動力來源的交通工具。電壓載具的電力可以透過集電系統，由載具外的設備提供電力，也可以用載具上的電力來源（例如電池、太陽能板或發電機）來供電。最常見的電動載具是陸上的，包括電動車、電聯車、有轨/无轨电车、電動機車、电动自行车等。電動載具也包括电动船或是海底的电动潜水器、電動飛機及電力太空梭等。
挪威于 1990 年首先推出了旨在提高采用率的政府激励措施，随后在 2000 年代出现了更大的市场，包括美国和欧盟，导致 2010 年代汽车市场不断增长。公众兴趣和意识的提高以及结构性激励措施（例如纳入 COVID-19 大流行绿色复苏的激励措施）预计将大大增加电动汽车市场。在 COVID-19 大流行期间，封锁减少了汽油或柴油车辆中的温室气体数量。 国际能源署表示，各国政府应采取更多措施来实现气候目标，包括针对重型电动汽车的政策。 2022年，电动汽车占所有新车销量的14%，高于2021年的9%和2020年的不足5%。电动汽车销量可能从2016年占全球份额的1%增加到2030年的35%以上 截至 2022 年 7 月，全球电动汽车市场规模为 2800 亿美元，预计到 2026 年将增长至 1 万亿美元。预计增长大部分来自北美、欧洲和中国等市场； 2020 年的一项文献综述表明，在发展中经济体中，四轮电动汽车的使用量增长在经济上似乎不太可能，但电动两轮车和三轮车的使用量可能会增长。 两轮/三轮汽车已成为当今电气化程度最高的道路运输领域，占比超过 20%，并且预计将继续成为所有运输方式中最大的电动汽车车队。

## 参看
1. ↑  Asif Faiz; Christopher S. Weaver; Michael P. Walsh. . World Bank Publications. 1996: 227  [2019-12-24]. ISBN 978-0-8213-3444-7. （原始内容存档于2021-07-04）.
2. ↑  . Fijitimes.com. 2010-03-04  [2010-06-26]. （原始内容存档于2012-07-30）.
3. ↑  . Energy.gov.   [3 June 2021]. （原始内容存档于3 June 2021）.
4. ↑  . Reuters. 3 February 2015  [2 July 2017]. （原始内容存档于23 February 2017）.
5. ↑  . www.mckinsey.com.   [2021-06-06]. （原始内容存档于6 June 2021） （英语）.
6. ↑  . EVhype. 2022-08-30  [2022-10-31]. （原始内容存档于2023-03-26）.
7. ↑  . Deloitte Insights.   [2021-06-06]. （原始内容存档于6 June 2021） （英语）.
8. ↑  Rajper, Sarmad Zaman; Albrecht, Johan. . Sustainability. January 2020, 12 (5): 1906. doi:10.3390/su12051906 .
9. ↑  . IEA.   [2021-07-29]. （原始内容存档于29 July 2021） （英国英语）.

## 外部連結
- 电动车解说（简体中文）（繁體中文）（英文）